# Replikatori (Zvjezdana vrata)
Replikatori (eng. Replicators) su napredni, umjetno stvoreni organizmi koji se razmnožavaju repliciranjem. Pojavljuju se u američkoj znanstveno fantastičnoj TV seriji Zvjezdana vrata SG-1. 

## Način razmnožavanja
Osnovni cilj replikatora je razmnožavanje pod svaku cijenu - naredba koju im je njihova kreatorica android Reese zadala prije nego što su izmakli kontroli. Svi koji ih pokušaju zaustaviti u toj namjeni bivaju uništeni. Oni se razmnožavaju tako što konzumiraju naprednu tehnologiju i na taj način dobivaju reprodukcijski materijal, a ujedno i nova znanja. Replikatori su najveći neprijatelji Asgarda, napredne humanoidne rase. Napravljeni su u obliku velikih insekata, ali po potrebi ili želji mogu biti stvoreni i u drugom obliku. Djeluju u grupama međusobno razmjenjujući znanje i informacije, ali je način njihove razmjene informacija, kao i društveni ustroj generalno nepoznat. Pretpostavka je da koriste neku vrstu mreže na koju su svi priključeni.

## Borba protiv replikatora
Replikatore nije moguće zaustaviti Goa'uldskom ili sličnom tehnologijom koja koristi energiju kao osnovni način djelovanja. Takav tip energetskog pulsa može ih zaustaviti samo na trenutak, obično na manje od sekunde. Za razliku od njih, ljudska oružja pokazala su se kao puno efikasnija. Udari projektila uzrokuju raspad osnovnih elemenata od kojih su izgrađeni. Ipak, nakon razlaganja na elemente od kojih su građeni oni se mogu ponovo sastaviti. Najefikasniji način borbe protiv replikatora je oružje koje je Jack O'Neill konstruirao uz pomoć znanja Drevnih, napredne civilizacije koja više ne postoji u materijalnom obliku. 